# Фракийский всадник

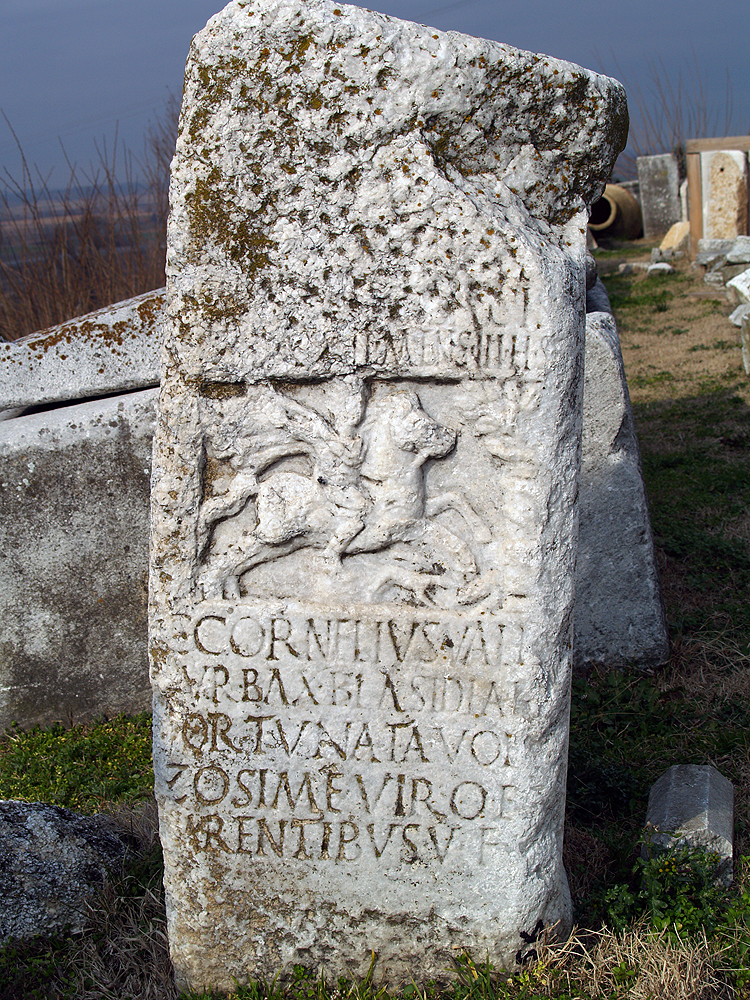
Алтарь фракийского всадника с латинской посвятительной надписью. Археологический музей, Филиппы.

Фраки́йский вса́дник — объект поклонения культа, распространённого в древней Фракии. Известен в основном по скульптурам и надписям, относящимся к периоду с IV века до н. э. по нач. IV века н. э.
В греческих и римских надписях его называют «героем» (часто hērōs или heros, реже hērōn, heron, eron). Имя фракийского всадника возможно происходит от фракийского слова «герой» — *ierus или *iarus, имеющего кельтские параллели, что подтверждает аналогию между этим фракийским божеством и греческими героями.
Древнейшие памятники фракийскому всаднику относятся к IV веку до н. э., но его культ имел наибольшее распространение во Фракии и Нижней Мёзии во II—III вв. н. э. Римская иконография того времени показывает, что он отождествлялся с Асклепием, Аполлоном, Дионисом, Сильваном и другими божествами. При его описании использовались такие эпитеты, как sōtēr («спаситель») и iatros («целитель»). В районе современной Варны фракийский всадник был известен под именем Дарзалас (Darzalas) и его описывали как μέγας θεός («великий бог»).

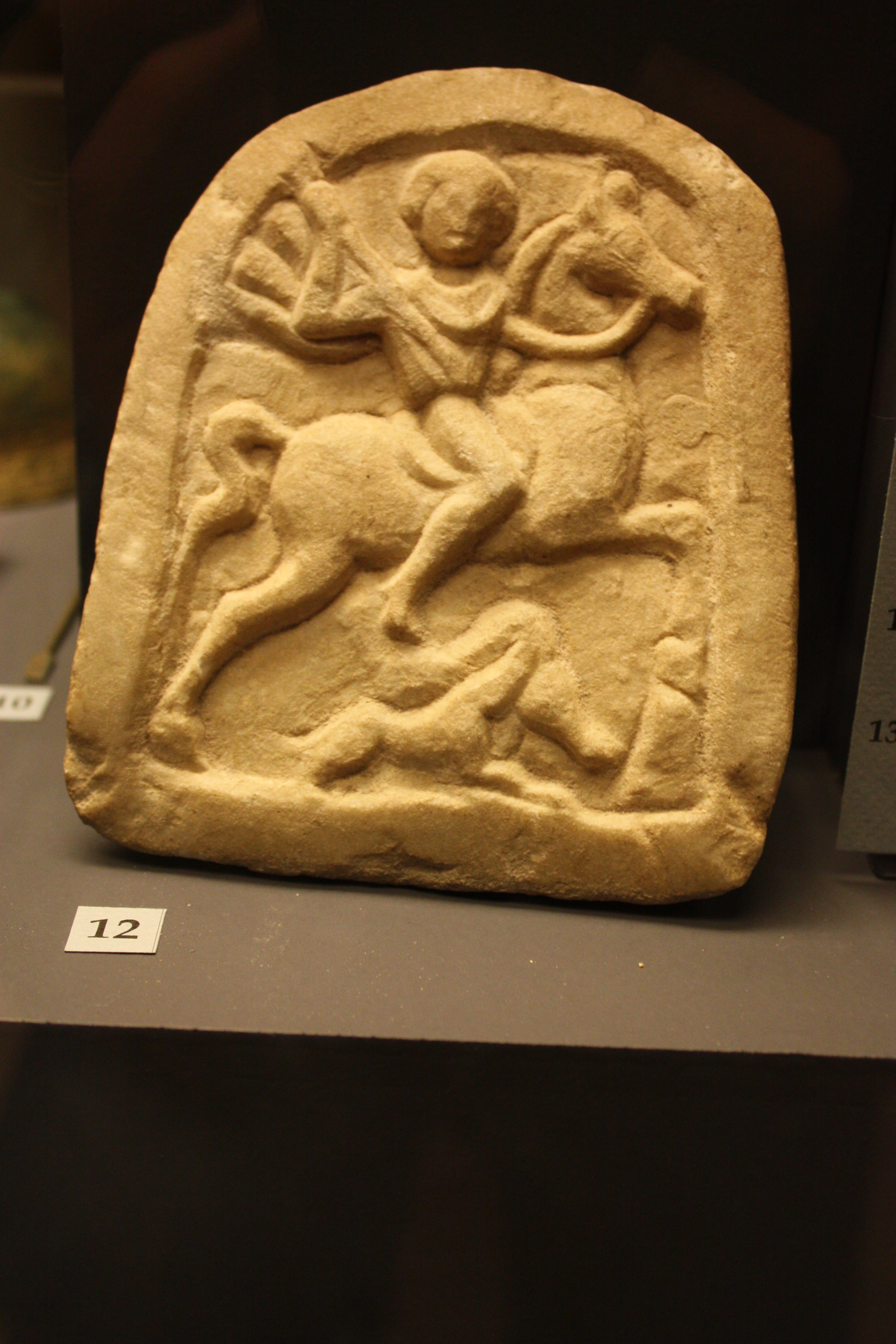
Рельеф с изображением фракийского всадника. Национальный исторический музей Болгарии.

Сохранившиеся рельефы и статуэтки относились либо к погребальному культу либо к ритуалам дачи обета. Всадник обычно изображается скачущим слева направо к дереву, обвитому змеем.
Из клятвенных надписей известны имена участников культа. 61 % имён, записанных в Нижней Мёзии и Дакии, являются греческими или греко-римскими, 34 % — римскими и только 5 % — фракийского или фрако-римского происхождения, то есть большинство адептов культа из Нижней Мёзии были греками.
Мало известно о самом культе, который вероятнее всего был комбинацией греческих и фракийских верований. Во время своего наивысшего расцвета он был связан с идеей жизни после смерти и целительства. Культ был распространён во Фракии и Нижней Мёзии, а его приверженцами были люди различного социального статуса и этнического происхождения. Нет данных о том, что культ фракийского всадника когда-либо принимал мистериальный характер с тайными обществами и строгой иерархией.
В первой половине IV века н. э. культ фракийского всадника трансформировался в почитание святого Георгия, а характерная для него иконография продолжала использоваться при изображении св. Георгия, поражающего змия (дракона).